# Lothar Bisky
 (avril 2011).
Si vous disposez d'ouvrages ou d'articles de référence ou si vous connaissez des sites web de qualité traitant du thème abordé ici, merci de compléter l'article en donnant les références utiles à sa vérifiabilité et en les liant à la section « Notes et références ».
Lothar Bisky, né le 17 août 1941 à Zollbrück en Poméranie et mort le 13 août 2013 à Leipzig, est un homme politique allemand, député au Parlement européen.

## Biographie
Lothar Bisky naît en Poméranie et grandit dans le Schleswig-Holstein. À l'âge de 18 ans, il s'établit en République démocratique allemande (RDA) pour y trouver une meilleure perspective d'avenir.

### Carrière avant 1990
Journaliste de profession, il rejoint en 1963 le Parti socialiste unifié d'Allemagne (SED), le parti du gouvernement de la République démocratique allemande. Il occupe la charge de recteur de l'université du cinéma et de la télévision de Potsdam entre 1986 et 1990, et depuis 1991 il siège au conseil d'administration de la télévision régionale ORB.
Aux dernières élections de la RDA de mars 1990, il est élu député du SED et, plus tard, député du parlement régional de Brandebourg.

### Au Parti du socialisme démocratique
De 1991 jusqu'en janvier 1993, il est président Parti du socialisme démocratique (PDS) du Land de Brandebourg. En 1993, il est élu président du PDS, parti successeur du SED. Il démissionne en 2000, sa proposition d'appuyer des interventions militaires, soutenue par les Nations unies, ayant été minoritaire au sein du Comité exécutif.
En 2003, il est réélu président du PDS. Il a longtemps été proche de la personnalité la plus marquante du Parti, Gregor Gysi. En 2005, il est confirmé comme président lorsque son parti devient le Parti de gauche (Linkspartei) et ouvre ses listes aux membres de l'Alternative électorale travail et justice sociale (WASG) de Oskar Lafontaine.
Aux élections fédérales en septembre 2005, Bisky obtient un siège au parlement fédéral (Bundestag), mais il subit un dur revers personnel en perdant la vice-présidence du Parlement. Traditionnellement, tous les groupes représentés au Bundestag obtiennent une vice-présidence en proposant leur candidat, mais dans le cas de Bisky, tant les partis de droite (CDU/CSU et FDP qu'une bonne partie des sociaux-démocrates refusèrent l'idée qu'un ancien membre important du SED et peut-être impliqué auprès de la Stasi[réf. nécessaire] puisse arriver à la vice-présidence du parlement fédéral. Après plusieurs tours de scrutin infructueux, le Linkspartei décida de laisser vacant son poste de vice-président comme signe de protestation. Cependant, quelques mois plus tard, il proposa un autre candidat (Petra Pau, plus jeune et donc pas concernée par une appartenance de longue date au SED), qui fut accepté par le Parlement.

### Die Linke
En juin 2007, le parti fusionne officiellement avec la WASG d'Oskar Lafontaine, formant un nouveau parti de gauche, Die Linke (La Gauche), dont il devient avec ce dernier coprésident.
En 2007, il est élu président du Parti de la gauche européenne (PGE). Il est remplacé par Pierre Laurent en 2010.
De 2009 à 2012, il est président du groupe confédéral au Parlement européen Gauche unitaire européenne/Gauche verte nordique (GUE/NGL).
Il a été de plus l'éditeur du quotidien socialiste Neues Deutschland d'avril 2007 à décembre 2009.

### Mort
Il fait une chute dans les escaliers dans son appartement de Schildau. Il est transporté d'urgence à l'hôpital universitaire de Leipzig. Il y succombe à ses blessures le 13 août 2013. Il est enterré au cimetière de Dorotheenstadt à Berlin.